# Quảng Châu, thành phố Hưng Yên
Quảng Châu là một xã thuộc thành phố Hưng Yên, tỉnh Hưng Yên, Việt Nam.

## Địa lý
Xã Quảng Châu nằm ở cực nam thành phố Hưng Yên, có vị trí địa lý:
- Phía đông giáp xã Hoàng Hanh và xã Phương Nam
- Phía tây và phía nam giáp Sông Hồng
- Phía bắc giáp phường Hồng Châu.

Xã Quảng Châu có diện tích 8,35 km², dân số năm 2019 là 9.008 người, mật độ dân số đạt 1.078 người/km².

## Hành chính
Xã Quảng Châu được chia thành 6 thôn: 1, 2, 3, 4, 5, 6.

## Lịch sử

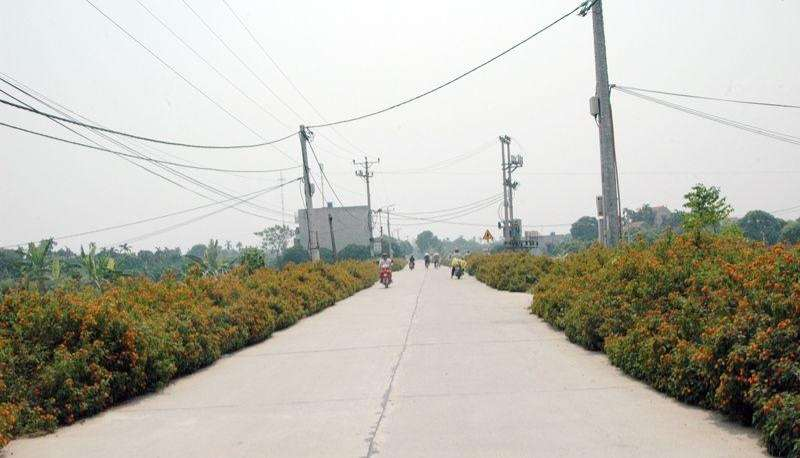
Một góc nông thôn làng quê ở Xã Quảng Châu

Ngày 4 tháng 1 năm 1982, Hội đồng Bộ trưởng  ban hành Quyết định 02-HĐBT về việc điều sáp nhập các thôn Nam Tiến, Mậu Dương (trừ xóm Châu Dương) của xã Quảng Châu thuộc huyện Phù Tiên vào thị xã Hưng Yên quản lý.
Ngày 23 tháng 9 năm 2003, Chính phủ ban hành Nghị định 108/2003/NĐ-CP về việc chuyển toàn bộ 830,30 ha diện tích tự nhiên và 7.540 nhân khẩu của xã Quảng Châu thuộc huyện Tiên Lữ về thị xã Hưng Yên quản lý.
Ngày 19 tháng 1 năm 2009, Thủ tướng Chính phủ ban hành Nghị định 04/NĐ-CP về việc thành lập thành phố Hưng Yên thuộc tỉnh Hưng Yên. Xã Quảng Châu thuộc thành phố Hưng Yên.

## Danh nhân
- Dương Hữu Miên (1912 - 1954), quê ở thôn 4